# 佳貴妃
佳貴妃（かきひ、転写：giltungga guifei)、嘉慶21年（1816年）12月3日 - 光緒16年4月6日(1890年)）は、清の道光帝の側室。正黄旗包衣管領下人の出身。名は三妞。姓は郭佳（ゴギャ）氏。

## 生涯
道光14年（1834年）、后妃選定面接試験「選秀女」を受けて合格し、佳常在に封ぜられた。
道光15年（1835年）、佳貴人に冊封される。
道光16年 (1836年) 、彤妃舒穆魯（シュムル）氏が彤貴妃に冊封された際に、同時に佳嬪に冊封される。
道光20年（1840年）、佳貴人に降格される。
道光30年（1850年）、道光帝の崩御により即位した咸豊帝により、皇考佳嬪に尊封される。
咸豊帝の崩御により同治帝が即位すると、同治元年（1860年）、皇祖佳妃に尊封される。
同治13年（1873年）、皇祖佳貴妃に尊封される。
光緒16年(1890年）、逝去。慕陵の妃園寝に陪葬された。

## 登場作品
- 香港：テレビドラマ『万凰之王』